# 下池川町
下池川町（しもいけがわちょう）は静岡県浜松市中央区の町名。丁番を持たない単独町名である。住居表示実施済（一部を除く）。

## 地理
東で山下町及び元目町、西で城北一丁目及び鹿谷町、南で元城町、北で中沢町と接する。

### 学区
- 浜松市立中部小学校（浜松中部学園）
- 浜松市立中部中学校（浜松中部学園）

## 歴史

### 沿革
- 1889年（明治22年）4月1日 - 町村制の施行により、敷知郡下池川村・上池川村が周辺の村と合併し、敷知郡曳馬下村となる。旧村名は曳馬下村の大字として残る[WEB 7]。
- 1891年（明治24年）6月11日 - 曳馬下村が曳馬村に改称する。
- 1896年（明治29年）4月1日 - 郡制の施行により、曳馬村の所属郡が浜名郡に変更となる。
- 1916年（大正5年）5月1日 - 曳馬村の一部（大字高林の一部・大字野口・大字下池川・大字船越一色・大字中沢・大字八幡・大字上池川）が浜松市に編入される[WEB 7][書籍 1]。
- 1925年（大正14年）5月1日 -  地籍整理により、大字下池川から下池川町（しもいけがわまち）に町名変更を実施。また、大字松城及び大字上池川の各一部を編入[書籍 2]。
- 1965年（昭和40年）11月1日 - 中沢町の一部を編入するとともに、住居表示を実施[WEB 8]。
- 2007年（平成19年）4月1日 - 浜松市が政令指定都市となる。下池川町は中区の一部となる。
- 2024年（令和6年）1月1日 - 浜松市の行政区再編により、下池川町は中央区の一部となる。

## 施設
- 浜松市消防局・中消防署
- 学校法人信愛学園浜松学芸中学校・高等学校
- 浜松城公園児童プール・冒険広場
- 牛山公園
- 曹洞宗 真徳山 天林寺
- あいおいニッセイ同和損害保険浜松第一支社・浜松第二支社・浜松自動車営業課・静岡損害サービス部 浜松サービスセンター
- 東邦電気技研 本社

## 交通

### バス
- 遠鉄バス8富塚じゅんかん、50山の手医大線、51泉高丘線、53・56萩丘都田線、58和合西山線：（伝馬町・浜松駅 方面 - ）学芸高校前（富塚車庫・浜松駅（医療センター経由）／医科大学／半田・染地台／都田・フルーツパーク／西山（・広報館）方面）
- 遠鉄バス48和合西山線：（広小路・浜松駅 方面 - ）消防局 - 下池川町（ - 西山方面）

### 道路
- 国道152号（飛龍街道）
- 浜松市道植松和地線（六間道路）

## その他

### 警察
警察の管轄は以下の通りである。
| 番・番地等 | 警察署         | 交番・駐在所     |
| ---------- | -------------- | ---------------- |
| 全域       | 浜松中央警察署 | 浜松城公園前交番 |

### 消防署
消防署の管轄区域は以下の通りである。
| 番・番地等 | 消防署   | 本署/出張所 |
| ---------- | -------- | ----------- |
| 全域       | 中消防署 | 本署        |

### 書籍
1. ↑  『浜松市史 三』浜松市役所、1980年3月26日、350,351頁。
2. ↑  『浜松市史 三』浜松市役所、1980年3月26日、355,356頁。

### WEB
1. ↑  “h02_22.csv”.   総務省 (2022年2月10日). 2024年10月3日閲覧。
2. ↑  “chuouku_menseki.xlsx”.   浜松市 (2024年3月12日). 2024年10月3日閲覧。
3. ↑  “静岡県 浜松市中央区 下池川町の郵便番号 - 日本郵便”.   日本郵便. 2025年2月15日閲覧。
4. ↑  “市外局番の一覧”.   総務省 (2022年3月1日). 2024年6月16日閲覧。
5. ↑  “事業所案内及び管轄地域（事務所3件、分室3件）”.   一般社団法人静岡県自動車会議所. 2024年6月16日閲覧。
6. ↑  “zissiitiran1.pdf”.   浜松市 (2024年1月4日). 2024年6月16日閲覧。
7. 1 2  “historyofcities.pdf”.   静岡県総務部合併推進室・財団法人静岡県市町村振興協会. 2024年9月18日閲覧。
8. ↑  “zissizennzi.pdf”.   浜松市 (2024年1月1日). 2024年6月16日閲覧。
9. ↑  “浜松城公園前交番｜静岡県警察”.   静岡県警察. 2024年6月16日閲覧。
10. ↑  “消防署の町別管轄「し」／浜松市”.   浜松市 (2024年3月21日). 2024年6月17日閲覧。